# Die undankbare Fremde
Die undankbare Fremde ist der zehnte Roman der slowakisch-schweizerischen Schriftstellerin und Journalistin Irena Brežná und erzählt über das Leben einer Familie. Zudem werden Themen wie Emigration, Integration, Fremdsein, Heimweh sowie psychische Probleme behandelt.
Der Roman, welcher hauptsächlich in der Ich-Form geschrieben ist, erschien 2012 und wurde im selben Jahr mit dem Eidgenössischen Literaturpreis ausgezeichnet.

## Inhalt

### Handlung
Das Buch handelt von einer jungen Frau, die im Jahr 1968 aus der Tschechoslowakei in die Schweiz immigrierte. Die Autorin schreibt aus zwei verschiedenen Perspektiven; eine aus der Vergangenheit und eine in der Gegenwart. In der Vergangenheit erzählt die Frau ihre Erfahrung mit den Schweizern und deren Kultur, in der Gegenwart erzählt sie von ihren Erfahrungen als Dolmetscherin.

#### Vergangenheit
Die ersten Seiten beschreiben die Ankunft in der Schweiz. Die junge Fremde erreicht nach langem Reisen mit ihrer Mutter die Schweizer Grenze. Dort wird sie gefragt, an was sie glaube. „An eine bessere Welt“ meint das Mädchen und wird mit ihrer Mutter eingelassen. Das junge Mädchen ist gegenüber der Schweizer Kultur extrem skeptisch und beklagt sich über die Ausdrucksweise der Schweizer, ihr Verhalten und ihre Handlungen. Sie hat Mühe mit der Sprache, welche sie spröde und löchrig benutzt. Auch ihr eigener Name klingt falsch, man hat ihm schon bei der Einreise jegliche Dächlein und Flügel weggenommen. „Diesen Firlefanz brauchen Sie hier nicht“, meinte der Hauptmann. In der Schule lernt sie, eine gesittetes Gespräch zu führen, sie möchte aber lieber frei darauf los plaudern. Es ist alles so strikt und geregelt, das Wetter sei so pünktlich wie der Pöstler, der in diesem Land jeden Brief vorbeibringt. Sie möchte alles teilen, allen helfen, wie sie es im kommunistisch geprägten Heimatland gelernt hatte. Den Egoismus bekämpfen. „Das ist nicht dein Problem“ ist die Antwort, die sie oft zu hören bekommt. Ihr Hochdeutsch wird immer besser, aber da sprechen doch alle nur Dialekt. Niemand möchte sich anpassen für sie.
Im Laufe der Jahre integriert sie sich und findet Gefallen an all den Regeln und Werten der Kultur. Das regelmässige Klagen entwickelt sich eher zu einem anerkennenden Nörgeln, denn “Zuhause ist dort, wo man motzen darf”. Am Ende hat sie sich eingelebt und geniesst die verschiedenen Kulturen, hat aber den Tod ihrer besten Freundin Mara hinzunehmen.

#### Gegenwart
In einem kursiv geschriebenen Einschnitt erzählt sie zuerst von der kurzen Einführung, die sie als Dolmetscherin machte. Nur vermitteln, nicht eingreifen, ermahnte die Leiterin des Dolmetscherdienste ein Heer angehender Dolmetscher.
Danach berichtet die Hauptperson, die ohne Namen bleibt, in der Ich-Form von ihren Dolmetscher-Aufträgen. Sie dolmetscht für Flüchtlinge und Einwanderer, sei es beim Psychiater, am Krankenbett im Spital, bei Behörden oder im Gerichtssaal. Etwas haben alle gemeinsam: Ein Problem. Es fällt der Dolmetscherin nicht immer leicht, die schonungslosen Geschichten zu übersetzen. Deshalb gibt sie Kunden manchmal gerne einem anderen Dolmetscher weiter, wie ihr auch die Leiterin der Dolmetscher-Gruppe geraten hat. Von ihr stammt auch der Rat, man solle nie mehr als vier bis fünf Sessions für dieselbe Person dolmetschen, weil man sonst empathisch wird. Trotzdem gibt die junge Frau ihr Bestes, versucht, so gut sie kann, zu helfen. Aufgrund der strikten Regeln, die sie in der Dolmetscherschule gelernt hat, ist sie jedoch sehr eingeschränkt – ab und zu hält sie sich nicht an alle Regeln. So findet sie Freude daran, kalte, trockene Aussagen mit passenden und charmanten Ausdrücken zu bereichern.

### Ort
Das Buch spielt in der Schweiz, es wird aber nie klar gesagt an welchem Ort. Man weiss, dass es in der Deutschschweiz spielt, da die Hauptperson von Dialekt und Hochsprache spricht.

### Figuren
Hauptperson: Eine Frau aus der Tschechoslowakei die um 1968, während des Prager Frühlings in die Schweiz flüchtet. Dort beginnt sie ein neues Leben und hat Schwierigkeiten sich zu integrieren. Sie ist an den Kommunismus gewöhnt und findet sich in der föderalistischen Demokratie der Schweiz und deren völlig neuen Werte und Menschen nur schwer zu recht. Die Geschichte erzählt von ihrem Leben nach der Ankunft und ihrem Leben als Dolmetscherin in der Schweiz. Sie beklagt sich und nörgelt oft über die Schweizer Kultur, nach und nach entwickelt sich dieses abschätzende Verhalten und sie kommt zur Einsicht, dass die Schweiz ein lebenswerter Ort ist.
Mara: Mara ist die beste Freundin der Hauptperson, die beiden erleben viele ihrer Geschichten gemeinsam. Am Ende des Buches stirbt Mara auf Grund eines Autounfalls.
Weitere Personen: PsychiaterInnen, Asylanten, Flüchtlinge, Nachbarn, Mutter

## Form

### Aufbau
Das Buch „Die undankbare Fremde“ ist 141 Seiten lang, es hat keine klassischen Kapitel, aber ist in zwei alternierende Handlungsstränge gegliedert, die jeweils verschiedene Lebenssituationen im Leben der Ich-Erzählerin darstellen. Die Länge dieser Unterteilungen beträgt jeweils zwei bis vier Seiten, die Handlungen sind durch unterschiedliche Schriften gekennzeichnet.
Der Haupthandlungsstrang beschreibt chronologisch den Integrationsprozess in ein fremdes Land und all die Herausforderungen, die mit der Entscheidung der Emigration verbunden sind. Die junge Ich-Erzählerin berichtet von ihrem Kampf um Akzeptanz und Einschränkung ihrer Meinungsfreiheit. Sie hat Schwierigkeiten sich im neuen Land zurechtzufinden und fühlt sich fremd.
Die kursiv gesetzten Teile beschreiben die Gegenwart der Ich-Erzählerin. Der Alltag als Dolmetscherin ist sehr anstrengend. In ihren Übersetzungen hat sie es mit vielen belastenden Themen zu tun. Dieser Teil des Buches wird in einer protokollartigen Berichtsform geschrieben. Die Erzählerin berichtet darin über andere Figuren und deren Erlebnisse.

### Sprache
Das Buch ist aus der Perspektive der Ich-Erzählerin geschrieben und beschreibt sehr ausführlich, direkt und ehrlich die eigenen Erfahrungen. Ihre Sprache ist bildhaft und voller Anthropomorphismen, Personifikationen und euphemisthischer Metaphern. Die Emotionen spiegeln sich in der Sprache, so benutzt sie für negativ behaftete Erinnerungen eine kalte, manchmal wütende Sprache, sie gebraucht ausschließlich die direkte Rede und zitiert häufig die Aussagen von anderen Personen.

### Gattung
„Die undankbare Fremde“ ist ein autobiographischer Roman. Eine Erzählung über das Immigrantenleben und dessen Herausforderungen. Das Buch ist in viele kleine Kurzgeschichten und Erlebnisberichte aufgeteilt. Man könnte es auch als eine Kurzprosa bezeichnen.

## Rezeptionen und Auszeichnungen
Irena Brežná sorgte mit ihrem Roman für viel Aufregung. Mehrere deutschsprachige Zeitungen wie die NZZ, die Zeit, die Frankfurter Allgemeine Zeitung sowie die Süddeutsche Zeitung berichteten über ihren Roman. Auch international wurde der Roman diskutiert und in mehrere Sprachen übersetzt, so zum Beispiel in Schwedisch, Französisch, Italienisch und auch Slowakisch.
2015 wurde das Buch als Grundlage für eine Kampagne zum Tag gegen Rassismus der CaBi-Anlaufstelle in St. Gallen, Schweiz verwendet.

### Rezensionen
Das Buch wird als sehr spannend und aktuell bezeichnet, denn es behandelt die immer noch sehr aktuelle Immigrationspolitik. Dennoch ist für viele Rezensenten die Haltung der Hauptperson zu diesem Thema zu starr.
Zum Beispiel schreibt Sibylle Birrer in der NZZ: „Zugleich aber macht die Parallelführung allzu deutlich, wie sehr die Erzählerin in ihrem (jugendlichen) Identitätskonflikt verharrt und sich in der Oberfläche der Alltagsphänomene festbeisst (…)“. Eva Pfister schreibt in der WOZ: „«Die undankbare Fremde» hat eher essayistischen Charakter. Ironisch hält sie darin den freundlichen, ordentlichen, bescheidenen und demokratischen EidgenossInnen den Spiegel vor, der nicht immer ein schmeichelhaftes Bild zurückwirft.“
Der Roman wurde ausserdem im Schweizer Literaturclub des SRF von Iris Radisch, Hildegard Keller, Stefan Zweifel und Daniel Hell diskutiert.
Weitere Kritiken lauten:
„Brežná hat sich mit ihrem pointierten Buch über Ankommen, Anpassung und Widerrede einen Platz in der interkulturellen Literatur erschrieben.“ - Gunther Neumann, Wiener Zeitung

### Preise
Irena Brežná gewann mit ihrem Buch 2012 den Eidgenössischen Literaturpreis.